# Pelzkonservierung

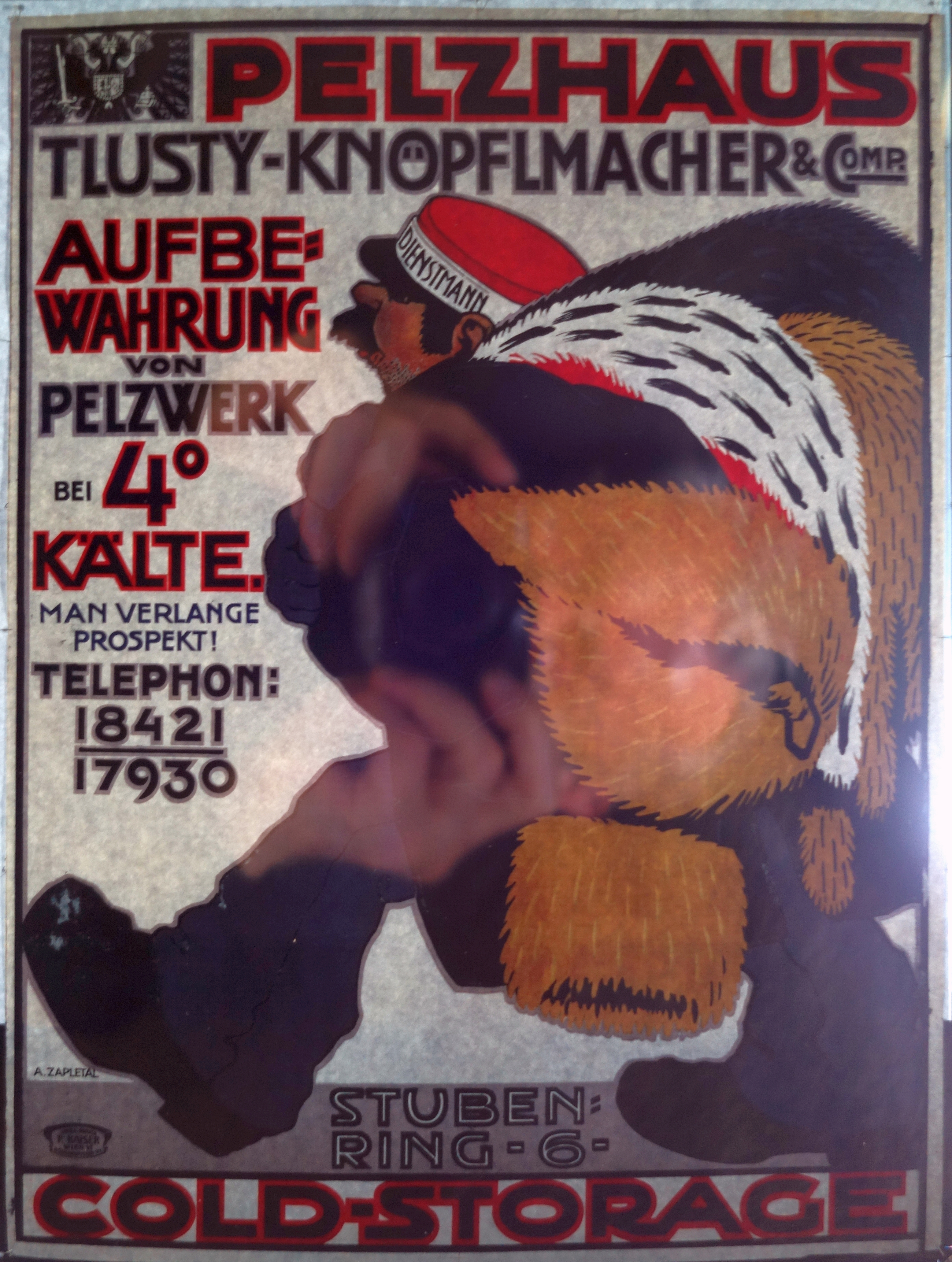
Plakatwerbung für die „Pelzaufbewahrung von Pelzwerk bei 4° Kälte“ durch die Wiener Firma Tlustý-Knöpflmacher & Comr (Anfang 20. Jh.)

Unter Pelzkonservierung, oder einfach Konservierung, wird in der Pelzbranche die Einlagerung und Pflege von Kundenpelzen durch Pelzfachbetriebe verstanden. Dies findet naturgemäß vor allem in den Sommermonaten statt, in denen die meisten Pelzbekleidungsstücke nicht getragen werden. Die auch Pelzaufbewahrung genannte Dienstleistung dient vor allem dem Schutz vor schädlichen äußeren Einflüssen, wie Austrocknen des Leders oder Schädlingsbefall, sowie der Pflege der Pelze durch Auffrischen des Haares, die Durchsicht auf Schäden und das Ausklopfen oder Ausblasen von Schmutz und eventuellen Schädlingen, wie Kleidermotten oder anderen Schadinsekten. Außerdem sind die Pelze in dieser Zeit weitgehend gegen eventuell eintretende Schäden versichert.
Daneben gibt es noch die hier nicht behandelte Konservierung von Rohfellen, mit der die Felle nach dem Entbalgen bis zum Zurichten (Gerben) vor Fäulnis und Schädlingsfraß geschützt werden.

## Allgemein
Die fachgerechte Pelzaufbewahrung sorgt für die bestmögliche Erhaltung der meist wertvollen Pelzbekleidungsstücke in der Zeit, in der die Teile nicht getragen werden. Mäntel und Jacken werden auf Kleiderbügeln hängend in Konservierungsräumen aufbewahrt. Neben pelzbesetzten Textilien werden auch Kleinteile wie Pelzhüte, -kappen und Muffe in die Konservierung übernommen, sowie Pelzdecken, früher auch in höherem Umfang Wollsachen. Fachleute haben Pelzeinlagerungen über die Dauer von mehr als 30 Jahren an verschiedenen Stücken beobachtet und sind zu der Erkenntnis gelangt, dass kaltgelagerte Stücke eine wesentlich größere Lebensdauer und Brillanz beibehielten.
Der Konservierungsraum soll dunkel sein, um ein Ausbleichen zu verhindern, möglichst kühl um eine Vermehrung von Mottenlarven aufzuhalten und eine relative Luftfeuchtigkeit von 40 bis 60 Prozent aufweisen, um ein Schimmeln, aber vor allem das schädigendere Austrocknen und Brüchigwerden des Leders abzuwenden. Die beim ersten Aufkommen von Kühlräumen beworbene Aufbewahrung bei Temperaturen von knapp über dem Gefrierpunkt wird in Mitteleuropa wohl kaum mehr angeboten. Ein regelmäßiger Luftaustausch verhindert oder verringert einen eventuell vorhandenen Eigen- oder Fremdgeruch des Pelzes. Der Fachhandel bietet Mittel an, mit denen die Konservierungsräume zur Sicherheit gegen Insektenbefall während der Aufbewahrungszeit einmal eingenebelt werden können.
Über die Zeit, in der ein Pelz getragen wird, gibt es einige Sprüche und Bauernregeln:
„Wenn’s an Karolus (4. November) stürmt und schneit, dann lege deinen Pelz bereit“.
„Man muss seinen Pelz nicht zu früh ablegen.“ Grimms Wörterbuch sagt dazu: „Die Spanier empfehlen, den Pelz nicht vor dem Galiläertage (Himmelfahrt Christi) abzulegen; und auch in Venedig sagt man: Piu si giorno dei Galilei no te spogiar dei pani miei. (Orakel, 1046-1047.)“.
Im Deutschen wird das Himmelsfahrtsdatum häufig scherzhaft noch über den Sommer hinweg verlängert, zum Beispiel: „Der Bauer (oder „Ein Ostpreuße“, „Ein guter Deutscher“ usw.) nach der alten Art, trägt seinen Pelz bis Himmelfahrt. Tut ihm auch dann der Bauch noch weh, so trägt er ihn bis Bartholmä (24. August)“,
oder noch ausführlicher: „Ein Ostpreuß' von der rechten Art, trägt seinen Pelz bis Himmelfahrt; fängt er dann zu frieren an, so trägt er ihn bis Sankt Johann; und tut ihm dann der Bauch noch weh, so trägt er ihn bis Bartholomä; kommt ihm dann noch das Frieren an, so zieht er ihn von neuem an“,
und warnend: „Wer seinen Pelz im Sommer verbraucht, wird im Winter frieren müssen“.

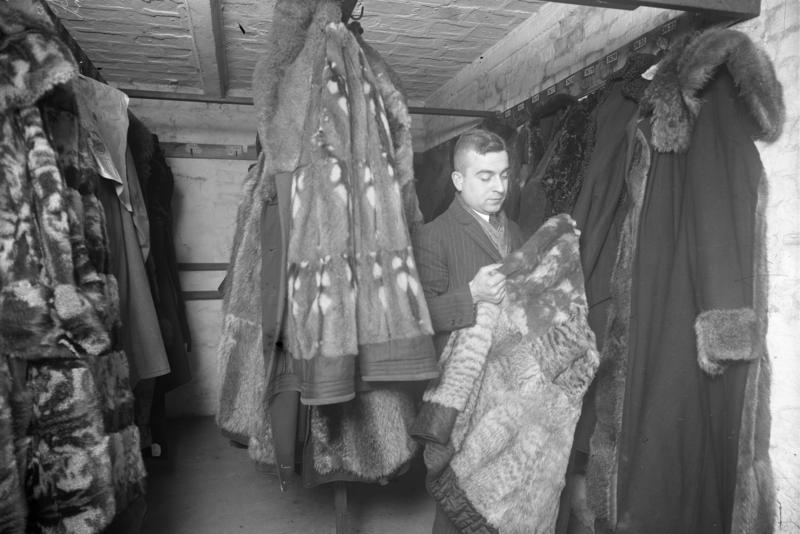
1931: „Die Räume der städtischen Pfandkammer in Berlin überfüllt, ein Zeichen unserer Not!“

Gegen Ende des 20. Jahrhunderts war es zumindest im katholischen Rheinland vielen noch bekannt, dass man seine Pelze üblicher- und schicklicherweise ab Allerheiligen (1. November) tragen darf. Zu diesem Termin war dann auch ein Großteil der konservierten Pelze ausgeliefert.
Ein Geheimtipp bis noch nach dem Zweiten Weltkrieg (1939–1945) war es, die Pelze im Frühjahr statt zum Kürschner kostengünstig in eine der Pfandleihen zu geben, die meist ebenfalls über Lagerräume für Pelzwaren verfügten – auch wenn der Pelz dort keinerlei Pflege erfuhr. Als die früher relativ zeitlos geschnittenen Pelze immer mehr die jeweilige Mode mitmachten, nahmen die meisten Pfandleihen jedoch keine Pelze mehr an. Es war für sie zu schwierig geworden, den Zeitwert der Pelzpfänder einzuschätzen, die Teile erbrachten bei Nichtabholung und anschließendem Verkauf häufig nicht den beliehenen Geldbetrag.

## Geschichte

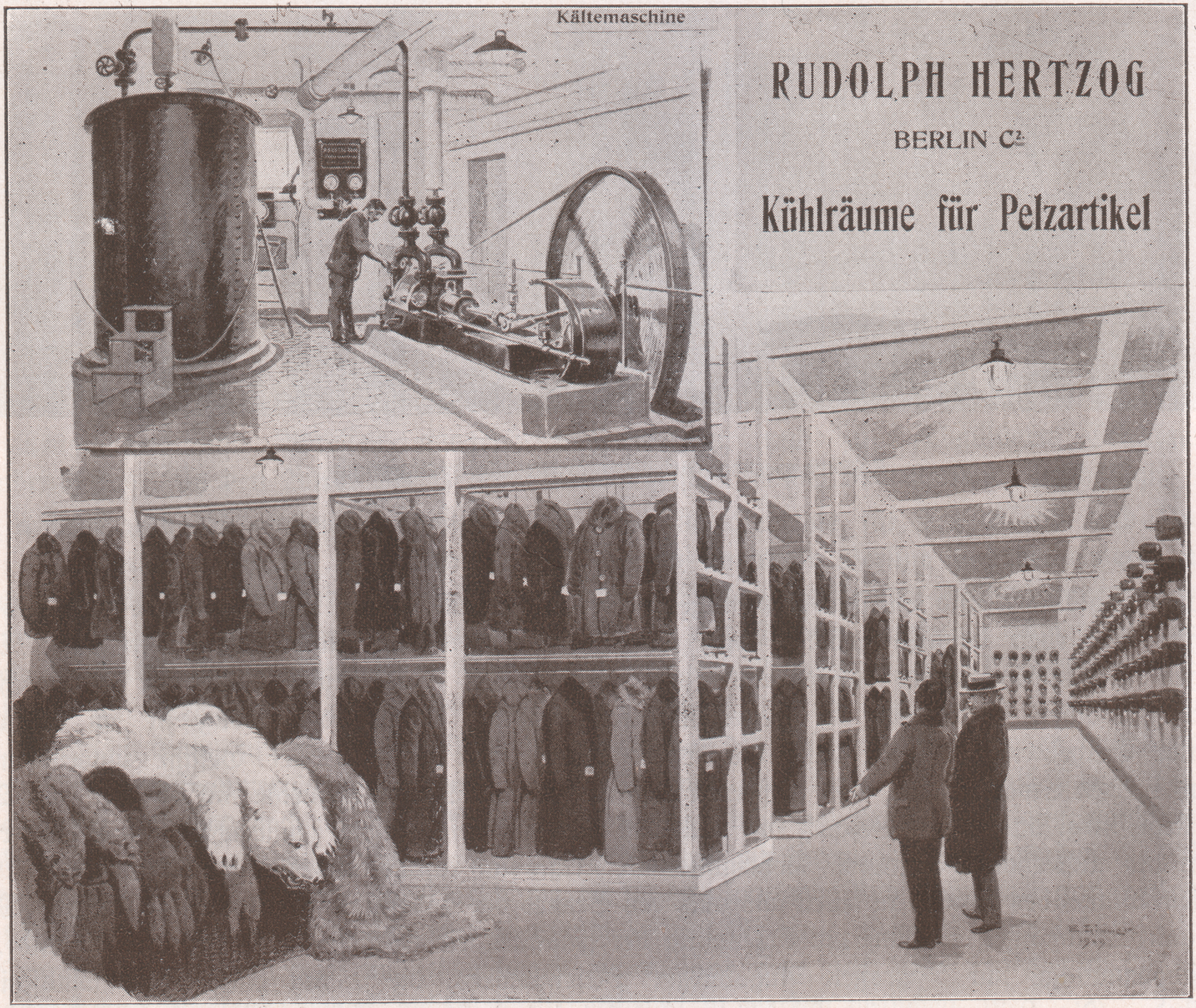
Pelzkonservierung und Kältemaschine des Berliner Kaufhauses Rudolph Hertzog im Jahr 1914

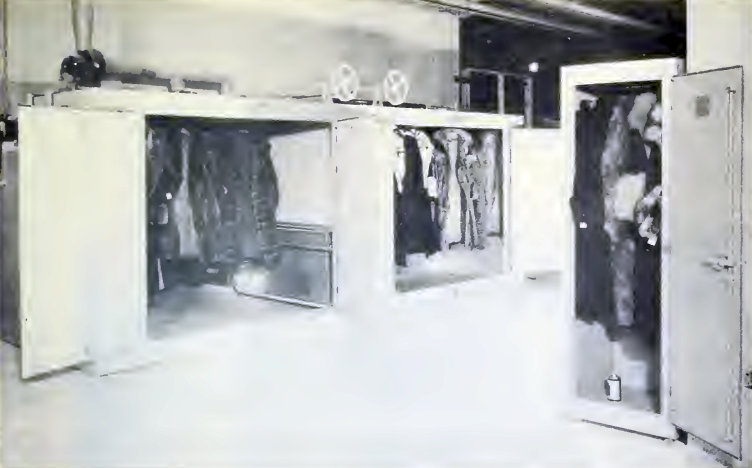
Metallcontainer zur Begasung der eingelieferten Pelze gegen Pelzschädlinge vor der endgültigen Einlagerung (USA, 1955)

Allgemein begann es wohl etwa Mitte des 18. Jahrhunderts, dass dem Kürschner Pelzsachen zur Aufbewahrung gegeben wurden. 1737 besagte eine Enzyklopädie, dass die Augsburger Rauchwerk-Händler, die ehemals das Kürschnerhandwerk erlernt haben, es am besten verstehen, wie man solches Rauchwerk am sichersten vor Schaben und dergleichen Ungeziefer und anderen schädlichen Dingen zu erhalten sei. Verschiedene Mittel wurden vorgeschlagen, die Schädlinge zu vertreiben, „vornehmlich stark riechende Sachen“, wie Kampfer, Bisam, „Ziebet, wenn sie bey die Pelze und Kleider geleget werden, denn solche halten mit ihrem starcken Geruch und Dünstigkeit von denen Kleidern ab, woraus die Motten und Schaben entspringen, auch ferner die Kleider zernagen, und in Vermoderung bringen, und dienen also die Dinge, wenn sie vorher in die Küsten oder Behälter geleget werden, daß ihr starker Geruch dieselben durchgehe, und allen moderhaltigen Geruch abhalte und daraus treibe, doch ist der Geruch von Biesam und Ziebet einigen Weibs-Personen zuwider, der Kampfer aber schadet selbigen nicht“. An Kräutern und Wurzeln wurden zum Einlegen in die Kisten außerdem empfohlen: Veil-Wurzel, Siebenzeit, Benedicten-Wurzel, Rhein-Blumen „und dergleichen“. „Das beste Mittel aber ist, daß man die Kleider und Pelzwercke offt an die Luft bringe, und wohl ausschüttele und klopffe.“
Eine noch vorhandene Anweisung aus dem Jahr 1699 zum Aufheben und Putzen des Pelzwerks der in Düsseldorf residierenden Kurfürstin Anna Maria Luisa von der Pfalz an ihren dortigen Kürschner Johann Welen (Wolon) zeigt jedoch, dass bereits zu der Zeit ein Pelzwerker bei genügend betuchter Kundschaft die Aufbewahrung und die Pflege der Kundenpelze übernommen hatte. Die Kurfürstin bezahlte am 2. Juli für diese Dienstleistung vier Reichstaler, die Anzahl und Art der dafür aufbewahrten Pelze wurde offenbar nicht erwähnt. Auch in Augsburg gab es, wie 1698 erwähnt wurde, Rauchwerk-Händler, die vorher das Kürschnerhandwerk erlernt hatten, und sich am besten darauf verstanden, „wie solches Rauchwerck am sichersten vor den Schaben und dergleichen Ungeziefer auch sonst andern schädlichen Dingen gut zu erhalten.“
Etwa seit Mitte des 18. Jahrhunderts übernahmen die Kürschner in vermehrtem Maß die Sommeraufbewahrung für die Pelzwaren, die wohl seit der Einrichtung von Kühlräumen vorwiegend „Pelzkonservierung“ genannt wird. Ein altes Fachbuch meint dazu: „Werden sie [die Mottenlarven] in ihrer Thätigkeit nicht gestört, so ist dieselbe eine ganz furchtbare, daher ist der Kürschner bestrebt, sie ihres Lebens nicht froh werden zu lassen.“ Deshalb: „Bei der Aufbewahrung und Conservierung des Pelzwerkes spielt der Klopfstock die erste und wichtigste Rolle“. 1897 wurde gesagt, dass die Räume für die zur Sommeraufbewahrung gegebenen Pelze vom Kürschner mit Tannenreisig oder sonstigem Nadelholz ausgeräuchert wurden. Damit die absolut notwendige Trockenheit der Räume erreicht wurde, wurden kleine Mengen von Gas- oder Schießpulver angezündet. Das Klopfen der Pelze nahm vor der Einführung von Klopfmaschinen jedes Jahr mehrere Wochen in Anspruch, insbesondere in den Ende des 19. Jahrhunderts aufkommenden größeren Betrieben mit mehreren Tausend aufzubewahrenden Pelzen. Ein wichtiges Argument für die Pelzkonservierung beim Kürschner ist die gegen Diebstahl besonders gesicherte und versicherte Verwahrung der Pelze. Die „Abteilung für Konservierung“ des renommierten Berliner Pelzhauses C. A. Herpich Söhne warb 1926 sogar mit einer „Tag- und Nachtbewachung“ für „Pelzsachen, Winterkleider, Teppiche etc“.
In der Pelzbranche galt vor dem Zweiten Weltkrieg noch der Spruch: „Die Konservierung erbringt die Miete“. Heute, bei gestiegenen Mieten und Lohnkosten wird dieser Geschäftszweig mehr als ein Kundendienst angesehen, mit dem Vorteil für den Geschäftsmann, den Kunden zweimal jährlich, im Frühjahr und vor allem zum Beginn des Winters mit der neuen Kollektion im Laden begrüßen zu dürfen – sofern der nicht den Kundendienst der Abholung und Lieferung nutzt.
Eine Delegation deutscher Kürschner besuchte im Jahr 1929 in Paris das Pelzhaus Revillon Frères und besichtigte auch deren Pelzkonservierung. Es lagerten dort zu der Zeit, auf 14 Etagen, etwa 350.000 Pelzteile: „Man verstand, dass bei durchschnittlich 4 Grad Kälte die Aufseher in langen Pelzen und Krimmermützen ihres Amtes walten müssen“.
Vor allem in den USA gab es viele Kühlhäuser, die überregional von privater Kundschaft und von Kürschnern, die keine eigenen Kühlräume hatten, Pelze in Aufbewahrung nahmen. In Deutschland bestehen solche, nach dem Zweiten Weltkrieg gegründete Unternehmen wohl nicht mehr.
Für die Aufbewahrung der Pelze zuhause wurden früher aufwändige, als „Pelzkapseln“ bezeichnete, luftdichte Metallschränke oder -„tresore“ verkauft, auch. Auch heute noch wird empfohlen, die Pelze zum Schutz gegen Motten und bleichende Lichteinflüsse in, allerdings unbedingt luftdurchlässigen Leinenhüllen aufzubewahren. Sollten jedoch einige Mottenlarven das vorher unbedingt notwendige, gründliche Ausklopfen überstanden haben, werden sie wahrscheinlich den ganzen Sommer über ungehindert ihr zerstörerisches Werk ausführen können. Da sie die Haare immer am Haargrund abnagen, ist dies auch nicht auf den ersten Blick zu erkennen. Das typische Merkmal für Mottenbefall ist der büschelweise Haarausfall, oft am unteren Saum beginnend. Um dem entgegenzuwirken, legte man den Behältnissen mottenvernichtende Mittel bei, oder solche, von denen man annahm, dass sie zumindest eine mottenabschreckende Wirkung haben. Allerdings hatten diese sämtlich einen starken Eigengeruch, der sich den ganzen Winter über nicht aus dem Pelz verlor. Das zuletzt eingesetzte Insektengift war das wirksame, aber ebenfalls stark riechende Naphthalin. Heutige Insektensprays sind jedoch sehr effektiv und sehr viel weniger geruchsintensiv. Auch ist es möglich, durch das sogenannte Eulanisieren Pelze mottensicher machen zu lassen.

### Pelzaufbewahrung im sächsischen Frankenberg Ende des 19. Jahrhunderts
Eine Studie über die Kürschnerei in Frankenberg in Sachsen aus dem Jahr 1895, einer schwierigen wirtschaftlichen Phase des dortigen Kürschnerhandwerks, beschreibt auch deren Pelzaufbewahrung:
Während der milden Jahreszeit sind alle Pelzgegenstände der Gefahr ausgesetzt, daß die Pelzmotte ihre Eier in das Haar legt. Die gefräßigen Räupchen, die aus denselben auskriechen, zerbeißen das Haar am Grunde und trennen es vom Leder los. Das Pelzwerk wird dadurch unbrauchbar. Es giebt nur ein Mittel, Rauchwaren vor diesem tückischen Feinde zu bewahren: öfters gründliches Reinigen während der Tage der Ruhe und Aufbewahren an einem dunkeln und kühlen Orte.
Mancher Besitzer von Pelzwerk besorgt das selbst; die meisten überlassen es dem Kürschner. Im April und Mai bringen sie ihm Herren- und Frauenpelze, Müffe, Boas, Kragen, Mützen, Barette, Schlittendecken, Fußsäcke, Pelzstiefel, Pelzhandschuhe u. s. w., zuweilen auch wollene Überkleider, um sie in den ersten kalten Tagen des Herbstes wieder abzuholen.
Gleich bei der Einlieferung werden vom Kürschner die Waren gehörig ausgeklopft, zum Teil auch ausgekämmt und abgekehrt, worauf sie in den Aufbewahrungsraum wandern. Das Ausklopfen wird nach Verlauf von sechs bis acht Wochen wiederholt und geschieht im Ganzen drei- bis viermal. Ein Frankenberger Kürschner bekommt im Durchschnitt 150 bis 160 Pelze zur Aufbewahrung überwiesen, denen in der Regel eine Anzahl kleinerer Gebrauchsgegenstände beigegeben ist. Bei jeder Reinigung haben zwei Mann fünf bis sechs Tage lang zu arbeiten. Die für die Konservierung von Pelzwerk zu entrichtenden Gebühren sind von der Kürschnerinnung vereinbart worden. Ein Verzeichnis dieser Vereinbarungen hängt im Laden jedes Kürschners aus. Darnach sind zu entrichten für:
| 1. Frauenpelze im Werte von                          | 20 bis 30 Mark | 0,50 Mark,                |
| "                                                    | 35 - 50 "      | 0,60 "                    |
| "                                                    | 50 - 70 "      | 0,75 "                    |
| "                                                    | 70- 100 "      | 1,00 "                    |
| "                                                    | 100 - 150 "    | 1,25 "                    |
| "                                                    | über 150 "     | 1 % des Wertes derselben; |
| 2. Herrenpelze im Werte von                          | 20 bis 30 Mark | 0,80 Mark,                |
| "                                                    | 50 - 75 "      | 1,00 "                    |
| "                                                    | 75 - 110 "     | 1,25 "                    |
| "                                                    | über 110 "     | 1 % des Wertes derselben; |
| 3. Garnituren (Muff, Boa, Kragen) im Werte von       | 10 bis 15 Mark | 0,30 Mark,                |
| "                                                    | 15 - 30 "      | 0,50 "                    |
|                                                      | und mehr       | 0,75 "                    |
| 4. Fußsäcke und andere einzelne Stücke (Mützen usw.) |                | 0,30 Mark.                |
Anmerkung: Unter der Tafel befindet sich folgende Bemerkung: Die vorstehenden Preise sind als Mindestpreise zu betrachten und in Ansatz zu bringen. Jedes Mitglied der Kürschnerinnung, welcher der Bestimmung zuwiderhandelt, verfällt in eine der Innungsstelle zu zahlende Strafe von 20 Mark. Zur Einhaltung obigen Tarifs verpflichten sich die unterzeichneten hiesigen Kürschner. Folgen die Namen.
Der Kürschner versichert die ihm überlassenen Waren gegen Feuersgefahr. Er zahlt dafür, falls er in der ersten Klasse der Versicherung Aufnahme gefunden hat, 1,50 pro tausend Mark an Prämie und verlangt zur Entschädigung von seinen Kunden außer obigen Sätzen einen Betrag von 0,20 Mark pro 100 Mark und von mindestens 0,10 Mark für geringere Summen. Der durchschnittliche jährliche Erlös aus der Aufbewahrung ist demgemäß etwa 300 Mark. Zieht man in Betracht, daß sich an die Aufbewahrung gegenwärtig ein guter Teil der für den heutigen Betrieb so wichtigen Reparaturen knüpft, so versteht man das Wort eines Frankenberger Meisters: »Ein Kürschner, der keine Aufbewahrung hat, kann ruhig wieder einpacken«.

## Umfang der Dienstleistung

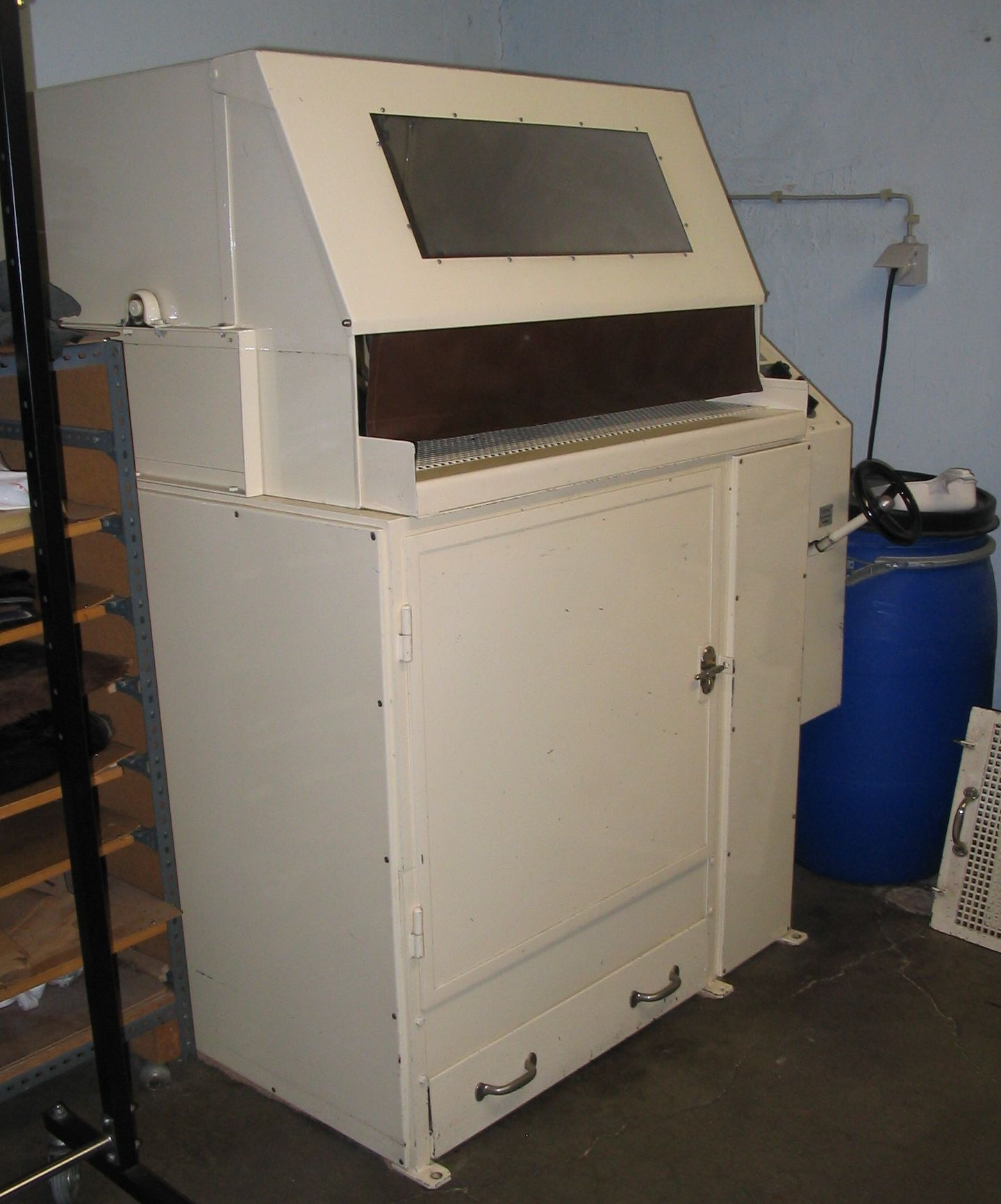
Pelzklopfmaschine mit integrierter Reinigungstonne in einem Kürschnerbetrieb

Sehr viele der pelzverarbeitenden Detailbetriebe bieten, soweit sie auch eine Konservierung betreiben, eine Abholung der Teile an. In Anwesenheit des Kunden oder nach dem Eintreffen in der Werkstatt werden die Pelzteile durchgesehen. Kleinere Schäden, wie beispielsweise aufgegangene Futternähte, werden dabei behoben. Größere Schäden werden auf dem Konservierungsschein vermerkt. Auf Schäden, die durch Abnutzung entstanden sind (Kahlstellen, abgetragene Kanten) wird der Kunde hingewiesen, um die Reparaturen in der arbeitsarmen Frühjahrs- und Sommerzeit ausführen zu können, rechtzeitig vor der kalten Jahreszeit mit der dann ausgelasteten Werkstatt. Das gilt auch für eventuell anstehende Modernisierungen oder eine über das Klopfen hinausgehende, gründlichere Pelzreinigung.

### Pflege
Nachdem das eingelieferte Pelzteil durchgesehen und alle eventuell beim Tragen entstandenen Risse geschlossen wurden, wird es, entweder von Hand oder mit der Pelzklopfmaschine, geklopft → (Hauptartikel: Klopfen (Kürschnerei)). Ein eventueller Mottenbefall wird hierbei erkannt, in diesem Fall wird der Pelz extra behandelt. In Nordamerika ist das Klopfen der in die Pelzkonservierung gegebenen Pelze allgemein nicht üblich, hier werden die Pelze stattdessen mit Pressluft ausgeblasen. Eine Studienkommission deutscher Fachleute im Jahr 1925 empfand dies zwar hygienischer (wohl wegen der damals meist noch fehlenden Staubfilterung der Klopfmaschinen) und zeitsparender, über die Vorzüge insgesamt gegenüber dem Klopfen gingen die Meinungen jedoch auseinander.
Je nach Fellart und vorhandenem Maschinenpark wird das Haar zusätzlich mit einem Dampfsteamer aufgefrischt oder mit einer Bügelmaschine geglättet. Die Taschen werden ausgebürstet und verfilzte Kanten mit einem Messingkamm oder einer Drahtbürste vorsichtig ausgekämmt. Die verwendeten Kleiderbügel sollten möglichst breite Schultern haben, um ein Verformen der Schulterpartien zu verhindern. Die Verschlüsse werden geschlossen und das Teil nach Konservierungsnummer oder Kundenname einsortiert. Auf eine lockere, nicht zu dichte Hängung ist zu achten. Immer wieder, auch in dem ersten, vom Zentralverband des Kürschnerhandwerks nach dem Zweiten Weltkrieg herausgegebenen, deutschen Fachbuch, wurde empfohlen, die Pelze auch während der Aufbewahrungszeit noch einmal zu klopfen.

### Versicherung

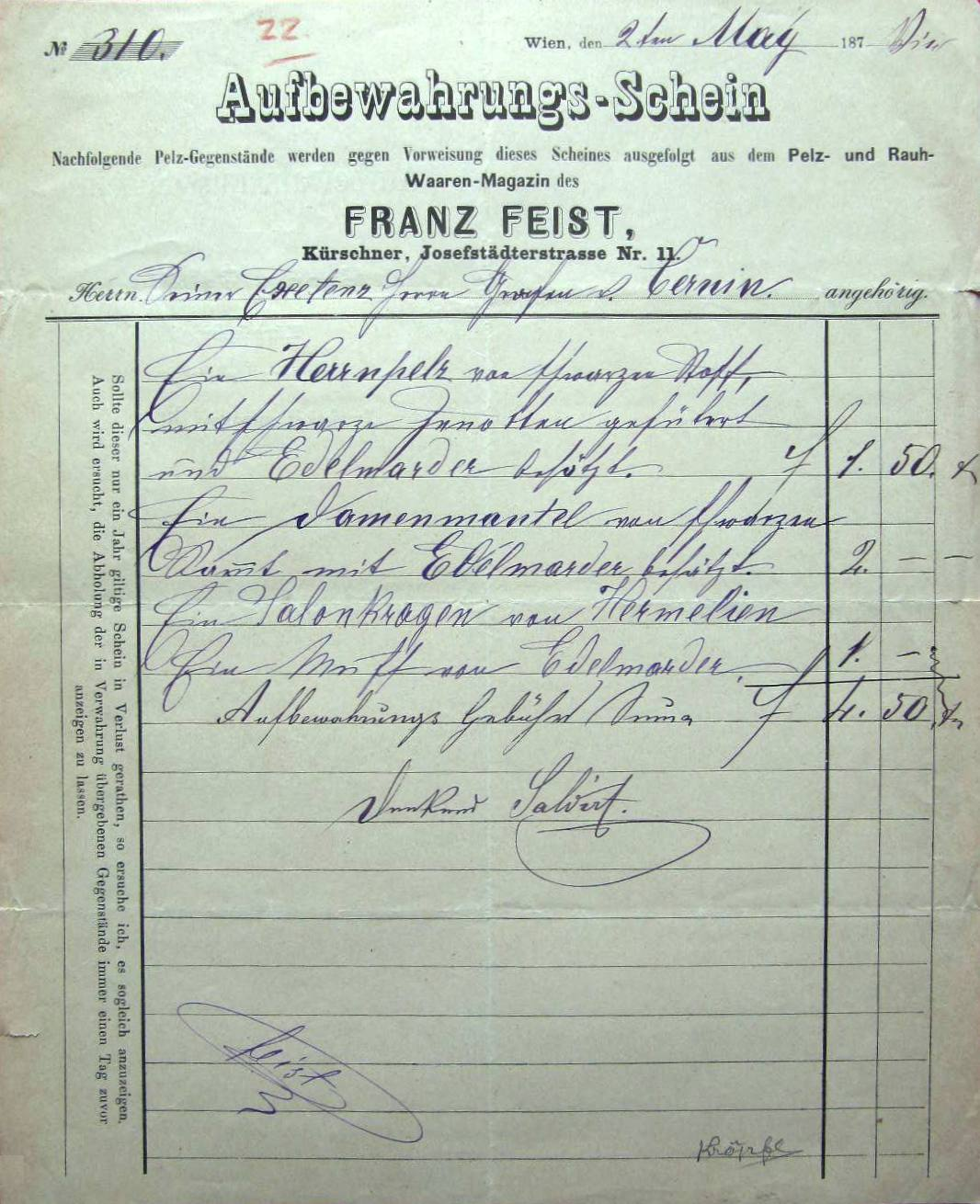
Pelz-Aufbewahrungsschein der Kürschnerei Franz Feist, Wien (1874)

Für die Aufbewahrungszeit schließt der Aufbewahrer für den Kunden eine spezielle Versicherung ab, die Bedingungen des Versicherers sind in der Regel auf der Rückseite des Konservierungsscheins vermerkt. Die Konservierungsgebühr richtet sich zumeist nach dem Versicherungswert. Die Wertangabe erfolgt üblicherweise nach Schätzung des Fachmannes in Absprache mit dem Einlieferer. Falls nicht mit dem Wiederbeschaffungs- oder Neuwert versichert wird, ist ein jährlicher Abschlag für die durch Alterung anzunehmende Wertminderung denkbar. Meist wird eine Mindestgebühr verlangt, um die dem Aufbewahrer entstehenden Grundkosten zumindest teilweise zu decken. Die Versicherer achten auch auf ein bestimmtes Niveau bei der Sicherung der Konservierungsräume (Alarmanlagen usw.).
Obwohl die meisten Pelze mit Beginn der kalten Jahreszeit wieder ausgeliefert werden, sind die nicht abgeholten Sachen ganzjährig versichert und werden mit Beginn des folgenden Jahres weiterversichert, sofern der Kunde nicht widerspricht und sein Teil abholt. Hauptgründe für das Verbleiben sind unmodische oder wegen Figurveränderung nicht mehr tragbare Pelze, Krankheit oder andere persönliche Umstände. Einige wenige Kunden mit sehr vielen Pelzen holen und bringen eventuell auch nur einen Teil der Aufbewahrung, je nach Bedarf.
Wesentliche Inhalte der Konservierungs-Versicherungen eines mit dem Zentralverband des Kürschnerhandwerks erarbeiteten Vertrages sind (eventuelle Abweichungen bei anderen Versicherungsgesellschaften):
- Die Laufzeit eines Vertrages erstreckt sich in der Regel über ein Kalender(!)jahr, auch wenn die tatsächliche Aufbewahrungszeit zumeist kürzer ist.
- Die Versicherung haftet vor allem für Schäden durch Feuer, Einbruchsdiebstahl, einfachen Diebstahl, Abhandenkommen, Leitungswasserschäden sowie bei einschlägigen Transportschäden.
- Der Aufbewahrer haftet für Schäden, die innerhalb der Aufbewahrungszeit auftreten (insbesondere auch für Mottenschäden).
- Nicht gehaftet wird unter anderem für Schäden durch die natürliche Beschaffenheit des Pelzes, Schäden die durch die, meist altersbedingte, Brüchigkeit des Leders entstehen.
- Nicht gehaftet wird für äußere Einflüsse wie Krieg, Aufruhr, Plünderung, Erdbeben usw.
- Die Haftungshöhe wird durch die auf den Konservierungsschein angegebenen Ersatzwerte begrenzt, mit der Einschränkung: „[…] wobei es dem Aufbewahrer freisteht, ob er den Ersatz in barem Geld, durch Wiederherstellung des Zustandes oder in Natur leistet“.

Weitere Punkte des Versicherungsvertrages betreffen unter anderem die Höchstdauer bis zur Geltendmachung von eventuell eingetretenen Schäden durch den Kunden; die Berechtigung der Abholung durch Dritte; Versandbedingungen und die rechtzeitige Ankündigung der Abholung bei plötzlich eintretender Kälte, außerdem das gesetzliche Pfandrecht des Aufbewahrers und die Folgen bei Nichtabholung.